# Норт-Беннінгтон (Вермонт)
Норт-Беннінгтон (англ. North Bennington) — селище (англ. village) в США, в окрузі Беннінґтон штату Вермонт. Населення — 1716 осіб (2020).

## Географія
Норт-Беннінгтон розташований за координатами 42°55′13″ пн. ш. 73°14′34″ зх. д. / 42.92028° пн. ш. 73.24278° зх. д. (42.920203, -73.242870).  За даними Бюро перепису населення США в 2010 році селище мало площу 4,89 км², з яких 4,82 км² — суходіл та 0,07 км² — водойми.

## Демографія
Згідно з переписом 2010 року, у селищі мешкали 1643 особи в 464 домогосподарствах у складі 263 родин. Густота населення становила 336 осіб/км².  Було 510 помешкань (104/км²).
Расовий склад населення:
| - 93,2 % — білих - 2,3 % — чорних або афроамериканців - 1,2 % — азіатів - 0,2 % — корінних американців |

До двох чи більше рас належало 2,3 %. Частка іспаномовних становила 2,0 % від усіх жителів.
За віковим діапазоном населення розподілялося таким чином: 13,8 % — особи молодші 18 років, 72,9 % — особи у віці 18—64 років, 13,3 % — особи у віці 65 років та старші. Медіана віку мешканця становила 22,8 року. На 100 осіб жіночої статі у селищі припадало 72,2 чоловіків;  на 100 жінок у віці від 18 років та старших — 67,0 чоловіків також старших 18 років.
Середній дохід на одне домашнє господарство  становив 73 601 долар США (медіана — 47 228), а середній дохід на одну сім'ю — 101 105 доларів (медіана — 69 688). Медіана доходів становила 49 833 долари для чоловіків та 40 625 доларів для жінок. За межею бідності перебувало 16,9 % осіб, у тому числі 19,0 % дітей у віці до 18 років та 10,9 % осіб у віці 65 років та старших.
Цивільне працевлаштоване населення становило 964 особи. Основні галузі зайнятості: освіта, охорона здоров'я та соціальна допомога — 44,1 %, роздрібна торгівля — 15,2 %, мистецтво, розваги та відпочинок — 11,5 %.